# Lettische Badmintonmeisterschaft 1980
Die Lettische Badmintonmeisterschaft 1980 fand in Riga statt. Es war die 17. Auflage der nationalen Titelkämpfe von Lettland im Badminton, zu dieser Zeit noch als Meisterschaft der Sowjetrepublik.

## Titelträger
| Disziplin    | Sieger                            |
| ------------ | --------------------------------- |
| Herreneinzel | Vladimirs Uļjanovs                |
| Dameneinzel  | Natālija Šora                     |
| Herrendoppel | Vladimirs Uļjanovs Viktors Itkins |
| Damendoppel  | Natālija Šora Marina Ļapkalo      |
| Mixed        | Viktors Itkins Marina Ļapkalo     |